# Secret Files
Secret Files è una serie di videogiochi del genere avventura grafica creata da Fusionsphere Systems e Animation Arts e pubblicata da Deep Silver.
Il primo titolo della serie, Secret Files: Il mistero di Tunguska (2006), introduce il personaggio di Nina Kalenkow, protagonista della serie. Originariamente distribuito per Microsoft Windows, il videogioco ha ricevuto conversioni per Nintendo DS, Wii, iOS e Android e tre seguiti: Secret Files 2: Puritas Cordis (2008), Secret Files 3 (2012) e Secret Files: Sam Peters (2013).